# Ecclitica philpotti
Ecclitica philpotti es una especie de polilla de la familia Tortricidae. Esta especie es endémica de Nueva Zelanda.